# 114991 Balázs
(114991) Balázs, denumire internațională (114991) Balazs, este un asteroid din centura principală de asteroizi.

## Descriere
114991 Balázs este un asteroid din centura principală de asteroizi. A fost descoperit pe 26 august 2003 la Piszkesteto de Krisztián Sárneczky și Brigitta Sipőcz. Asteroidul prezintă o orbită caracterizată de o semiaxă mare de 2,78 ua, o excentricitate de 0,07 și o înclinație de 4,3° în raport cu ecliptica.